# Dattenberg

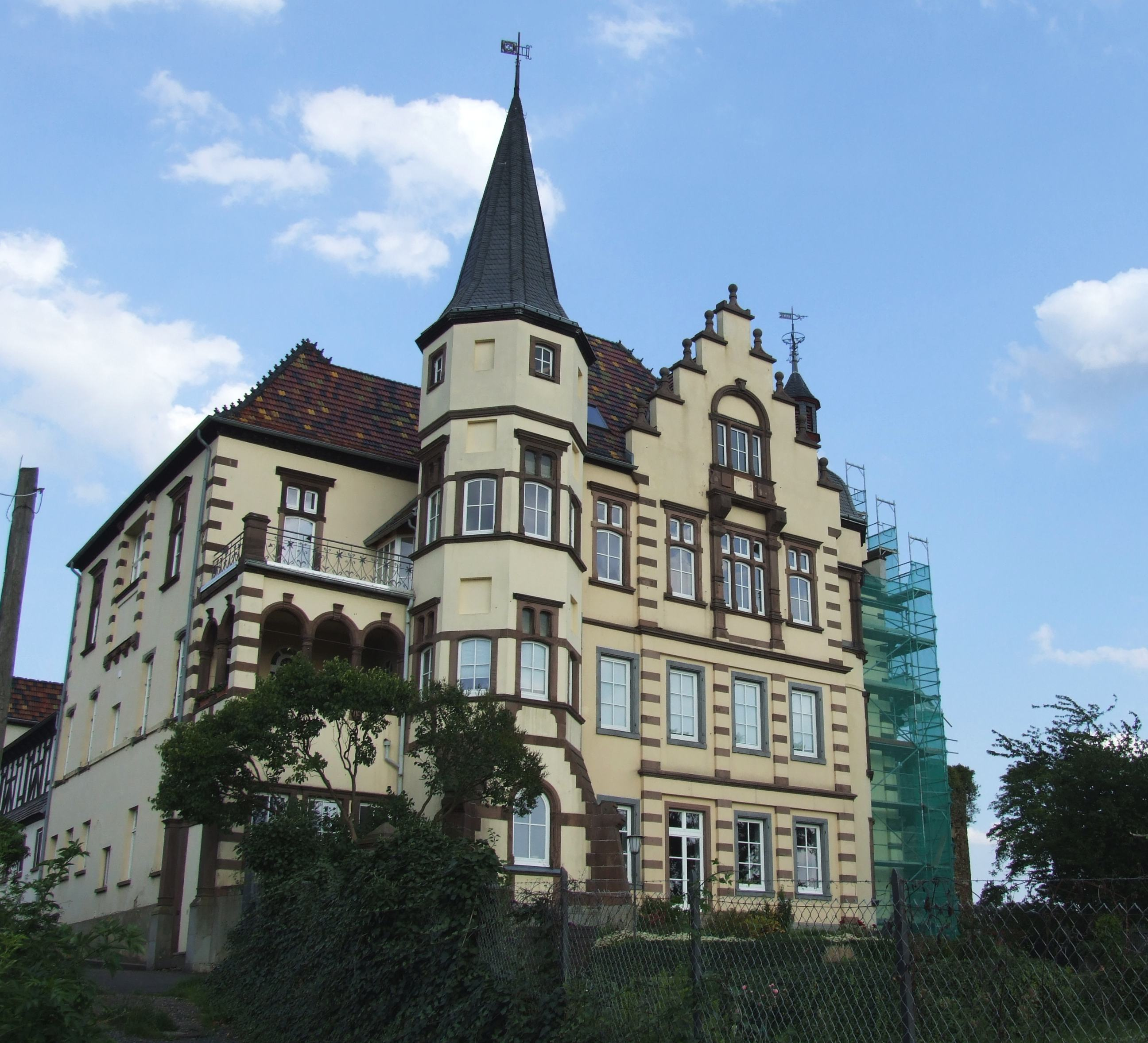
Landhaus der Burg Dattenberg

Dattenberg ist eine Ortsgemeinde im Norden von Rheinland-Pfalz, dicht an der Grenze zu Nordrhein-Westfalen. Sie gehört der Verbandsgemeinde Linz am Rhein an, die ihren Verwaltungssitz in der Stadt Linz am Rhein hat.

## Geographie

### Geographische Lage

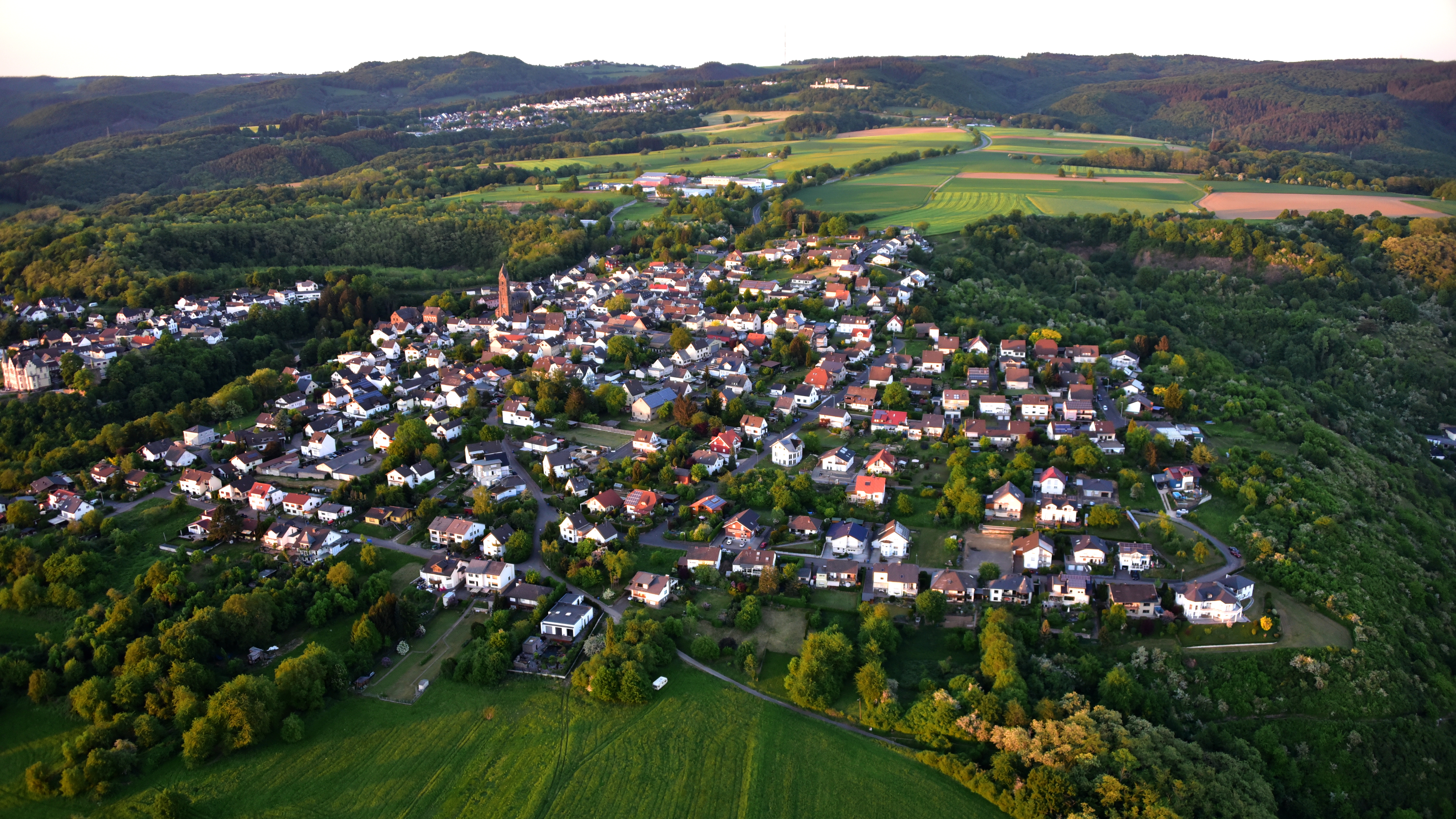
Dattenberg, Luftaufnahme (2018)

Die Gemeinde liegt rechtsrheinisch an der B 42, etwa auf halbem Weg zwischen Köln und Koblenz. Die geographische Lage Dattenbergs erstreckt sich vom Rhein über die Vorberge des Westerwaldes bis zum Wiedtal.

### Ortsteile
Zu Dattenberg gehören folgende Ortsteile:
- Arnsau
- Brochenbach (Dattenberger Teil)
- Dattenberg
- Ginsterhahn (Dattenberger Teil)
- Hähnen
- Heeg
- Ronig
- Wallen

### Nachbargemeinden
- Linz am Rhein und Sankt Katharinen  im Norden
- Neustadt (Wied), Roßbach und Hausen (Wied) im Osten
- Leubsdorf im Süden

## Geschichte
Die erste urkundliche Erwähnung datiert aus dem Jahr 1217. In diesem Dokument werden ein Konrad und ein Werner von Dadenberg  als Zeugen genannt. Das Geschlecht der ’’Ritter von Dadenberg’’ lässt sich mit Werner in einer Rennenberger Urkunde 1242 erstmals nachweisen. In dieser Zeit dürfte auch mit dem Bau der Burg Dattenberg begonnen worden sein, von der nur Teile des Bergfrieds erhalten sind.
Ein Wolfram von Dadenberg wird 1254 als Pächter des Linzer Apostelhofes erwähnt, 1260 begegnen wir einem Gumbert und 1269 einem Hermann von Dadenberg. Wahrscheinlich waren sie Söhne des Werner.
Anfang des 14. Jahrhunderts stand das Dattenberger Rittergeschlecht in Diensten des Kurfürsten von Trier und war in Nickenich, Andernach und Kobern (Covern) von diesem belehnt. Als der Trierer Erzbischof und Kurfürst Balduin von Luxemburg 1318 den Grafen Dietrich von Isenburg erneut mit Burg Arenfels belehnte, reagierte der Kölner Erzbischof und Kurfürst, Heinrich von Virneburg, der Linz gerade zur Stadt erhoben hatte, darauf, indem er Wilhelm von Dattenberg um 1330 dessen Burg und Herrschaft abkaufte und damit sein rechtsrheinisches Territorium im Süden abrundete und absicherte.

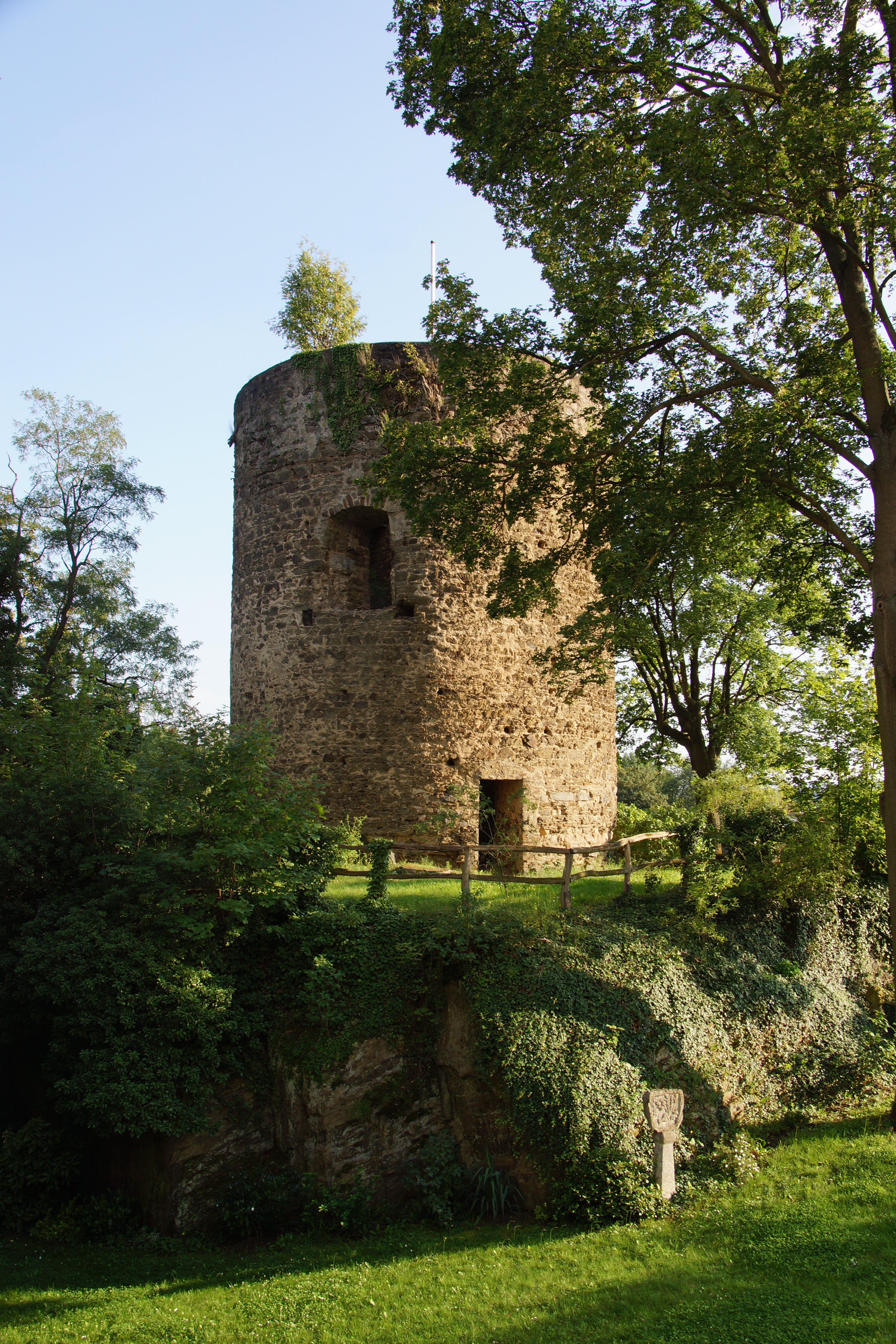
Wohnturm der Burg Dattenberg

Im Jahre 1331 gelangte die Burg als Lehen des Erzstifts Köln an den Ritter Rollmann von Sinzig zu Ahrenthal.  Rollman und sein Sohn Heinrich nannten sich nun: Herr von Ahrenthal und Dadenberg. Nach einer Erbteilung wurde dessen Sohn Heinrich im Jahr 1363 mit Dattenberg belehnt. Er und seine Nachkommen nannten sich nun von Dattenberg. Im Jahr 1664 starb die Familie im Mannesstamm aus.
Als neues „Mannlehen“ wurde 1767 „Burg und Gericht Dattenberg“ an Johann Friedrich Raitz von Frenz zu Gustorf unter der Bedingung verliehen, dass er der Stadt Linz den von den Untertanen der Herrschaft zu leistenden Beitrag zur Landsteuer pünktlich zahle und alle Bestandteile (Äcker und Weinberge) wieder in guten Zustand bringe. Johann starb bereits 1674, ebenfalls ohne männliche Erben. Nun zog die Kurfürstliche Hofkammer das Lehen endgültig ein. Dattenberg gehörte zum Kirchspiel Linz und unterstand seit dem 15. Jahrhundert der Verwaltung des kurkölnischen Amtes Linz, das um 1700 zum Oberamt erhoben wurde.
Mit dem Reichsdeputationshauptschluss kam Dattenberg 1803 zunächst an das Fürstentum Nassau-Usingen, 1806 mit der Rheinbundakte an das Herzogtum Nassau. Dattenberg unterstand anschließend der Verwaltung des nassauischen Amtes Linz. Nachdem das Rheinland 1815 an das Königreich Preußen abgetreten wurde, wurde die Gemeinde Dattenberg dem Kreis Linz (1822 in den Kreis Neuwied eingegliedert) zugeordnet und von der Bürgermeisterei Linz verwaltet.
Der preußische Fiskus verkaufte 1822 die einst kurkölnischen Güter in Dattenberg. Nach zweimaligen Besitzerwechsel gelangten die Ruinen der Burg Dattenberg mit einem inzwischen im Vorburgbereich errichteten Landhaus, einschließlich Nebengebäuden, Weinbergs- und Landbesitz an den Berliner Baumeister Adolf Fuchs. Dieser ließ 1890 das Landhaus zu einer schlossartigen Villa umbauen. Seit den 1920er Jahren fand die auch „Neue Burg Dattenberg“ genannte Villa unterschiedliche Verwendung, die zusammenfassend „Domizil der Jugend“ bezeichnet werden kann: Schulung katholischer Mädchen durch die Jesuiten, „Landjahrlager“ in der NS-Zeit, „Jugendbildungsstätte“ und „Schullandheim des Rhein-Erft-Kreises“. Seit 1996 stand die Villa leer, eine beabsichtigte Nutzung als Seminar-Hotel scheiterte. Seit 2003 ist die Villa in Privatbesitz und restauriert.
Statistik zur Einwohnerentwicklung

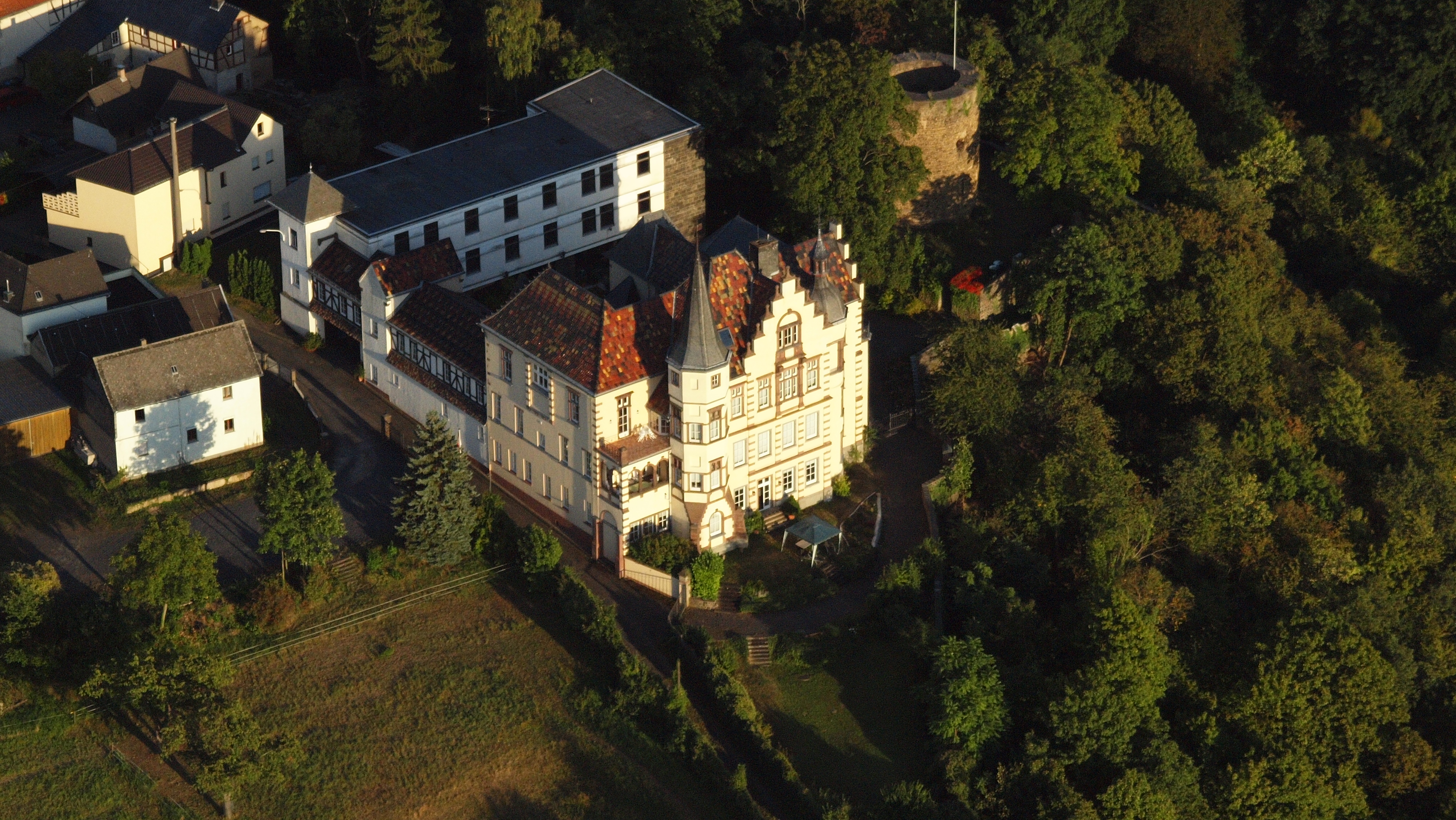
Dattenberg, Landhaus der Burg Dattenberg

Die Entwicklung der Einwohnerzahl von Dattenberg, die Werte von 1871 bis 1987 beruhen auf Volkszählungen:.
| Jahr | Einwohner |
| ---- | --------- |
| 1815 | 499       |
| 1835 | 673       |
| 1871 | 756       |
| 1905 | 894       |
| 1939 | 1.075     |
| 1950 | 1.062     |
| 1961 | 1.109     |

| Jahr | Einwohner |
| ---- | --------- |
| 1970 | 1.244     |
| 1987 | 1.235     |
| 2005 | 1.584     |
| 2010 | 1.576     |
| 2015 | 1.514     |
| 2022 | 1.508     |
| 2023 | 1.545     |

## Politik

### Gemeinderat
Der Gemeinderat in Dattenberg besteht aus 16 Ratsmitgliedern, die bei der Kommunalwahl am 9. Juni 2024 in einer Verhältniswahl gewählt wurden, und dem ehrenamtlichen Ortsbürgermeister als Vorsitzendem.
Sitzverteilung im gewählten Gemeinderat:
| Wahl | CDU | SPD | FWG | Grüne | Gesamt   |
| ---- | --- | --- | --- | ----- | -------- |
| 2024 | 7   | 5   | 4   | –     | 16 Sitze |
| 2019 | 8   | 5   | 3   | –     | 16 Sitze |
| 2014 | 7   | 6   | 2   | 1     | 16 Sitze |
| 2009 | 8   | 6   | 2   | –     | 16 Sitze |
| 2004 | 7   | 7   | 2   | –     | 16 Sitze |

- FWG = Freie Wählergruppe Dattenberg e. V.

### Ortsbürgermeister
Stefan Betzing (CDU) wurde 2019 Ortsbürgermeister von Dattenberg. Bei der Direktwahl am 26. Mai 2019 war er mit einem Stimmenanteil von 73,16 % für fünf Jahre gewählt worden. Bei der Kommunalwahl 2024 wurde er mit einem Ergebnis von 65,38 % im Amt bestätigt.
Vorgänger von Stefan Betzing war Dieter Runkel (SPD), der nach 17 Jahren Amtszeit nicht erneut kandidiert hatte.

### Wappen
| Wappen von Dattenberg | Blasonierung: „Ein siebenmal von Silber und Schwarz geteilter Schild, mit einem rotbewehrten und gezungten doppelschwänzigen goldenen Löwen belegt.“ |
| Wappen von Dattenberg | Wappenbegründung: Das Wappen entspricht dem der Herren von Dadenberg, urkundlich seit 1242 belegt.                                                   |

## Kultur und Sehenswürdigkeiten

### Sehenswürdigkeiten

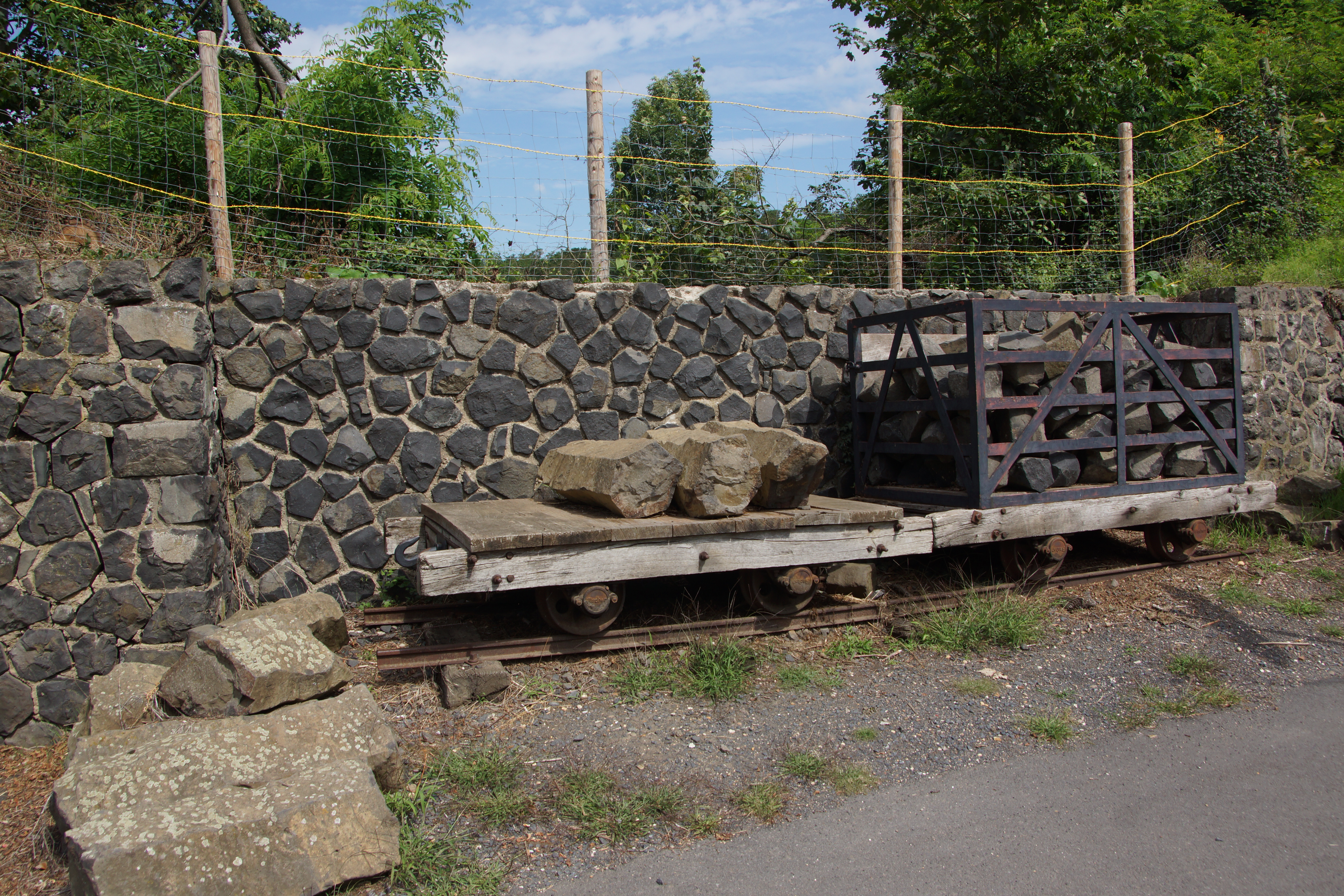
Rest der ehemaligen Bremsbahn

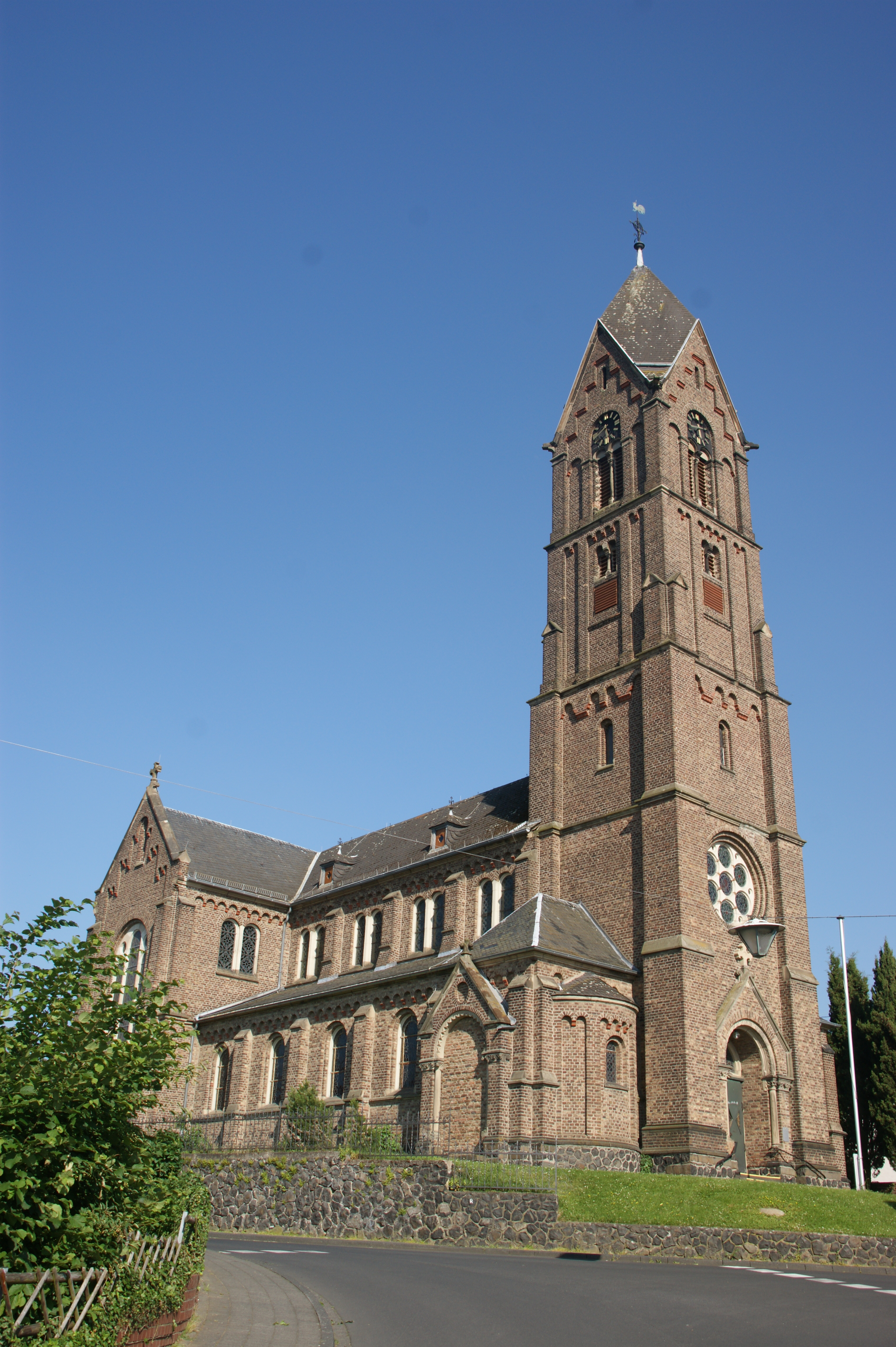
Katholische Kirche Heilige Schutzengel

- Burg Dattenberg mit den rekonstruierten Wehranlagen. Die in der ersten Hälfte des 13. Jahrhunderts erbaute Burg gilt als Stammsitz der niederadligen Familie von Dattenberg (auch von Dadenberg). Die Ruine des zwölf Meter hohen Wohnturms ist nur von außen zu besichtigen.
- Chor der alten Pfarrkirche aus dem 13. Jahrhundert
- neuromanische Kirche aus dem 19. Jahrhundert

### Regelmäßige Veranstaltungen
- Winzerfest mit großem Festzug: erstes Wochenende im Oktober
- Kirmes: erstes Wochenende im September
- Burgfest: (meistens) erster Samstag im Juli

### Wanderwege
Der Rheinsteig, ebenso wie der mehr als 100 Jahre alte Rheinhöhenweg als rechtsrheinische Fernwanderwege von Bonn nach Wiesbaden, führen auf der Etappe von Unkel nach Leubsdorf (16,7 km, 500 Höhenmeter) durch Dattenberg. Auch der Premiumwanderweg „Linzer Basaltschleife“ führt durch Dattenberg.

## Verkehr
Der Ort ist über die Kreisstraße 10 mit der Bundesstraße 42 verbunden. Die nächste Autobahnanschlussstelle ist Bad Honnef/Linz an der Bundesautobahn 3.
Dattenberg liegt in der Nähe der rechten Rheinstrecke (nächste Bahnhöfe in Leubsdorf und Linz am Rhein).